# 1889 год в музыке

## События
- 20 ноября — премьера Симфонии № 1 Густава Малера в Будапеште
- Наследие Иоганна Штрауса, которое насчитывало 251 творение, было издано его сыном осенью в Лейпциге[1]
- Эмиль Берлинер начинает продавать свои первые грампластинки[2]

## Классическая музыка
- Энрике Гранадос — Испанские танцы
- Эдуард Элгар — «Mot d’Amour», для скрипки с фортепиано, опус 13 № 1; «Presto» для фортепиано
- Августа Ольмес — Ode triomphale

## Опера
- Артур Салливан — «Гондольеры»
- Роберт Фукс — «Die Königsbraut»
- Франческо Чилеа — «Джина»

## Персоналии

### Родились

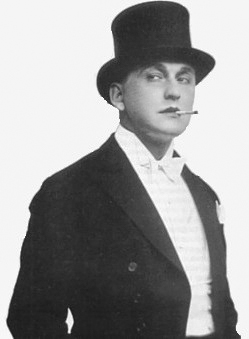
Александр Вертинский

- 7 февраля — Клаудия Муцио (ум. 1936) — итальянская оперная певица (лирико-драматическое сопрано)
- 12 марта — Вацлав Нижинский (ум. 1950) — русский танцовщик и хореограф
- 15 марта — Билли Джонс[англ.] (ум. 1940) — американский певец
- 16 марта — Элси Дженис (ум. 1956) — американская певица, актриса и сценаристка
- 21 марта — Александр Вертинский (ум. 1957) — русский и советский эстрадный артист, киноактёр, композитор, поэт и певец
- 3 апреля — Григораш Динику (ум. 1949) — румынский композитор и скрипач
- 8 апреля — Адриан Боулт (ум. 1983) — британский дирижёр
- 11 апреля — Ник Ларокка[англ.] (ум. 1961) — американский джазовый корнетист, трубач и бэндлидер
- 24 апреля
  - Нелли Брайерклифф[англ.] (ум. 1966) — британская певица и актриса
  - Христина Морфова (ум. 1936) — болгарская оперная певица (лирико-колоратурное сопрано), педагог и общественный деятель
- 30 апреля — Рудольф Симонсен (ум. 1947) — датский композитор, пианист и музыкальный педагог
- 15 мая — Грациелла Парето[исп.] (ум. 1973) — испанская оперная певица (сопрано)
- 20 мая — Феликс Арндт[англ.] (ум. 1918) — американский пианист и композитор
- 25 мая — Джилардо Джиларди[исп.] (ум. 1963) — аргентинский пианист, дирижёр и композитор
- 4 июля — Джо Янг[англ.] (ум. 1939) — американский поэт-песенник и певец
- 10 июля — Ноубл Сиссл[англ.] (ум. 1975) — американский джазовый композитор, поэт-песенник, бэндлидер и певец
- 10 августа — Армстронг Гиббс[англ.] (ум. 1960) — британский композитор
- 10 сентября — Вилем Петржелка (ум. 1967) — чешский дирижёр и композитор
- 26 сентября — Фрэнк Крумит[англ.] (ум. 1943) — американский певец, композитор и радиоведущий
- 3 октября — Мануэль Манетта[англ.] (ум. 1969) — американский джазовый мультиинструменталист
- 14 октября — Спенсер Уильямс[англ.] (ум. 1965) — американский композитор, пианист и певец
- 28 октября — Жюльетт Беливо[англ.] (ум. 1975) — канадская актриса и певица
- 20 декабря — Широла, Божидар (ум. 1956) — хорватский композитор, органист, музыковед и педагог.
- 25 декабря — Натаниэль Шилкрет[англ.] (ум. 1982) — американский композитор, дирижёр, кларнетист и пианист

### Скончались
- 23 января — Селина Доларо[англ.] (39) — британская актриса и певица
- 1 февраля — Йозеф Гунгль (79) — немецкий композитор и дирижёр венгерского происхождения
- 7 февраля — Густав Левита (35) — польский пианист
- 3 марта — Сидни Смит[англ.] (49) — британский композитор и пианист
- 13 марта — Феличе Варези (75 или 76) — итальянский оперный певец (баритон)
- 6 апреля — Фредерик Оусли[англ.] (63) — британский органист, композитор и музыковед
- 8 апреля — Жан-Батист Арбан (64) — французский корнетист, композитор и педагог
- 30 апреля — Карл Роза[англ.] (47) — британский оперный импресарио немецкого происхождения, основатель оперной компании Карла Розы
- 30 мая — Сильверио Франконетти[англ.] (57) — испанский исполнитель фламенко
- 7 июля — Джованни Боттезини (67) ― итальянский контрабасист, дирижёр и композитор
- 3 октября — Карел Мири (66) — бельгийский композитор
- 10 октября — Адольф фон Гензельт (75) — немецкий пианист и композитор
- 24 ноября — Фредерик Клей (51) — британский композитор
- 13 декабря — Екатерина Числова (43) — русская балерина
- 31 декабря — Джузеппе Аполлони[итал.] (67) — итальянский композитор
- без точной даты — Йово Иванишевич (28 или 29) — черногорский композитор